# Vergabeverordnung Verteidigung und Sicherheit
Die Vergabeverordnung Verteidigung und Sicherheit ist eine Rechtsverordnung, die das Verfahren bei der Vergabe von verteidigungs- und sicherheitsrelevanten Aufträgen regelt.